# Cimetière juif de Fontainebleau
Ne doit pas être confondu avec Cimetière de Fontainebleau.
Le cimetière juif ou israélite de Fontainebleau, aussi appelé de la Vallée-de-la-Chambre ou cimetière Nord,, est un lieu d'inhumation de la communauté juive situé à Fontainebleau, en France.

## Situation et accès
Le cimetière est situé au lieu-dit de la Vallée de Chambre, au nord de la ville de Fontainebleau, elle-même au sud-ouest du département de Seine-et-Marne. En retrait de la lisière de la forêt de Fontainebleau, il s'inscrit dans l'espace boisé entre la route Louise, la route de la Fontaine et la route de la Bonne Dame.
Seul un chemin, formé en diagonale depuis la route Louise, permet d'y accéder. Le cimetière est habituellement fermé au public.

## Histoire

### Communauté juive
Les frères Wahl, au nombre de cinq, sont les premiers à s'établir à Fontainebleau à la Révolution française et constituent l'une des familles fondatrices de la communauté locale. D'autres familles s'installeront plus tard. Dans cette communauté, les chefs de familles sont tous marchands colporteurs, à part ceux qui travaillent à la manufacture de porcelaine.

### Cimetière de la rue de l'Arbre-Sec
Les frères Wahl tentent de fonder un premier cimetière pour la communauté juive. Parmi les documents conservés, on retrouve notamment un acte de décès de Moyse, âgé de deux mois, fils de Félix Wahl, en date du 28 pluviôse an IV (17 février 1796), mentionnant « inhumé dans un terrain appartenant au citoyen Charles [et] Salomon Wahl ». Il est alors situé à l'extrémité sud-ouest de la rue de l'Arbre-Sec, près de l'hôtel de Pompadour alors appelé « hôtel du Gouvernement ».
Dans un manuscrit, Chabouillé donne une description du projet de ce cimetière :

« Les frères Wahl, juifs domiciliés à Fontainebleau, ayant demandé par un mémoire lu en Municipalité le 28 Pluviôse an V (17.2.1796) à faire encore un terrain par eux acquis hors de l’enceinte de la ville, derrière le ci-devant gouvernement afin d’en faire un cimetière pour leurs coreligionnaires. Cette autorisation leur fut accordée par un arrêté du département de Seine-et-Marne en date du 23 germinal an IV (12 avril 1796) et d’après la réclamation faite le 24 brumaire an IV par le citoyen Ferdinand Grandjean Delisle, propriétaire d’un jardin adjacent au dit terrain; l’administration municipale fait d’avis le 19 Pluviôse an V (7 février 1797) qu’il fallait maintenir l’arrêté départemental à condition que les propriétaires du terrain y feraient construire deux murs dont l’un serait éloigné de 15 pieds d’un puits voisin, qu’on donnerait aux fosses 5 ou 6 pieds de profondeur et qu’en aucun cas on ne pourrait les ouvrir avant 6 ans »

— Chabouillé
La fondation de ce cimetière aurait par ailleurs été entamée avant même sa demande d'autorisation administrative :

« Ce jourdhui vingt-cinq frimaire 4e année de l'ère républicaine (16 décembre 1795), je soussigné Jacques Roche Donnebecq commissaire de police près l'administration municipale de Fontainebleau, fais rapport que ledit jour entre midy et une heure en faisant ma ronde ordinaire passant par la Plaine des Sables, j'ai vu un ouvrier faisant la fouille profondément de murs pour enclore un terrain, attenant les murs de jardins entre la rue Honoré et celle de l'Arbre-Sec ; m'étant approché j'ai demandé au citoyen qui travaillait ce qu'on voulait faire de ce terrain et à qui il appartenait, il m'a répondu que ledit terrain était aux Juifs, qu'ils l'avaient acheté à dessein d'en faire un cimetière. De retour près l'administration municipale j'ai rendu compte de ce que je venais d'apprendre. […] »

— Jacques Roche Donnebecq, commissaire de police

### Acquisition d'un terrain à la vallée de la Chambre

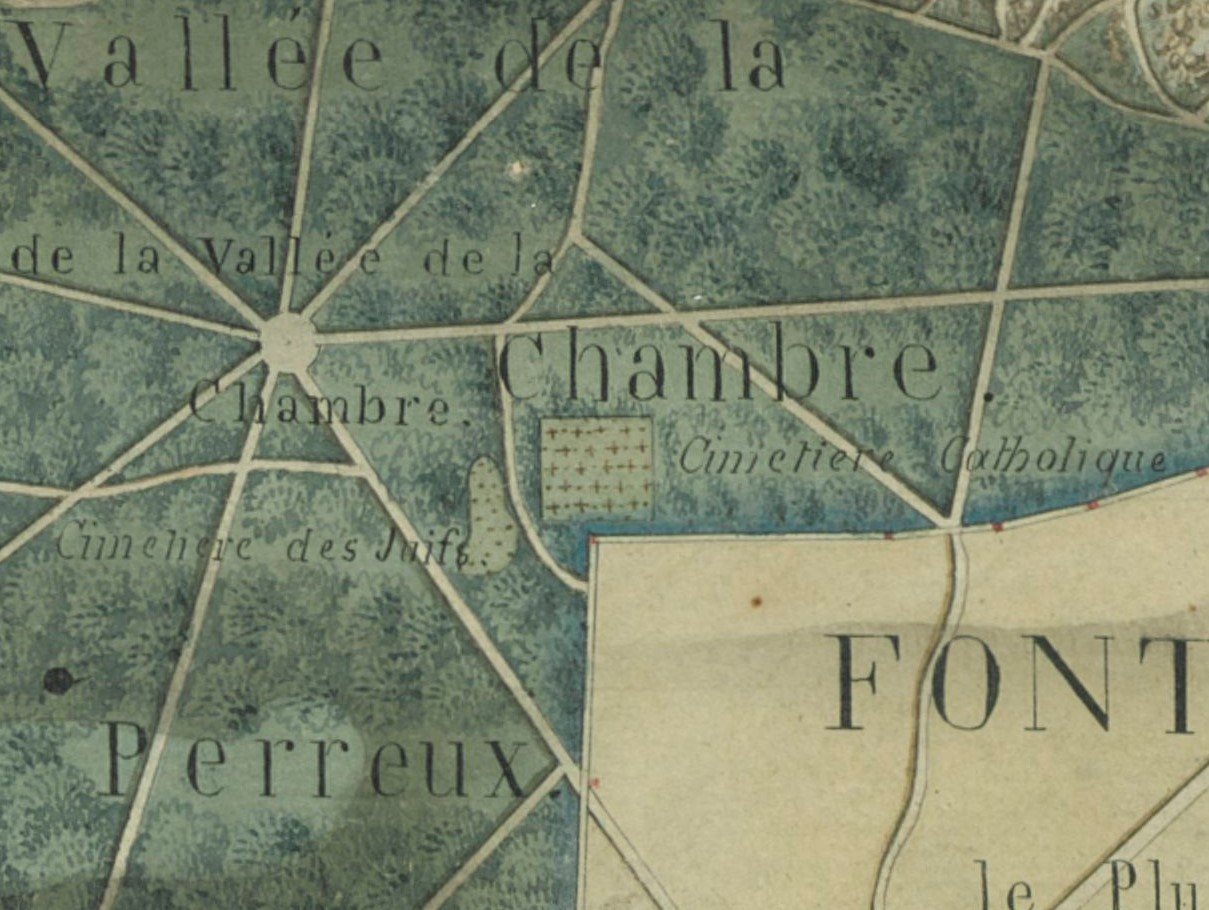
Cimetières de la Vallée de la Chambre sur le Plan manuscrit de Fontainebleau et de la partie voisine de la forêt (1810)

Un terrain est accordé à la Ville par arrêté du Département du 8 messidor an II (26 juin 1794). Ainsi, le 17 août 1794, afin de créer un lieu écarté de la ville pour les inhumations, le Comité de salut public de Fontainebleau ordonne l'acquisition d'un terrain de deux hectares quarante-deux ares (soit 24 200 m2) sur la forêt dans le canton de la Vallée de la Chambre.
On reprochait alors un esprit particulariste aux lieux d'inhumation selon la religion pratiquée qui serait contraire aux esprits de liberté et d'égalité nouvellement instaurés. En effet, le Bureau des Lois 7 floréal an VI (26 avril 1798) ordonne :

« L'exerice du culte est subordonné aux lois ; le culte doit se pratiquer à l'intérieur d'une enceinte consacrée ; l'inhumation, distinguée des cérémonies qui l'accompagnent n'a rien de religieux ; on prône une absence de distinction entre Juifs, Mahométans, Catholiques, Incrédules… durant leur vie, il serait absurde de l'établie après la mort. »

C'est ainsi que les Juifs sont contraints d'abandonner le cimetière de la rue de l'Arbre-Sec pour s'installer dans le cimetière municipal.

### Déménagement du cimetière communal
Le cimetière communal déménage en 1822 pour former le cimetière de Fontainebleau. Les Juifs s'opposent au transfert de leurs dépouilles, contestation qu'ils réitèrent en 1855, et effectuent des démarches pour racheter le terrain. « Salomon Lévy de Sens légua à la Communauté la somme de 1 000 francs-or pour faire élever un mur autour du Cimetière ». Ce n'est qu'en 1876 que le rachat a été possible,.
La communauté israélite s'occupe de l'entretien des lieux et y dispose de concessions perpétuelles. Elle n'en paie aucune redevance et aucune réclamation ne leur est adressée à ce sujet.
Outre les Juifs locaux et de Melun, y sont également enterrés les prisonniers de la Centrale et cinq soldats juifs morts durant les combats de 1914-1918.

### Municipalisation
La loi de séparation des Églises et de l'État de 1905 remet pourtant en question cette possession. Ainsi, le cimetière est municipalisé par le décret du 11 janvier 1908 signé par le président de la République, Armand Fallières, et le ministre de la Justice et des Cultes, Aristide Briand, paru dans le Journal officiel le 12 février :

« N'est pas approuvée l'attribution, faite sous diverses conditions par le consistoire israélite de Paris à la ville de Fontainebleau, suivant procès-verbal du 10 décembre 1906, d'un terrain à usage de cimetière pour les israélites de la communauté de Fontainebleau. »

— Article 1er du décret du 11 janvier 1908

« Est attribué à la ville de Fontainebleau un terrain à usage de cimetière, ledit terrain d'une contenance de 25 ares 94 centiares, ayant appartenu au consistoire israélite de Paris en vertu d'un contrat d'échange passé avec l'administration domaines et approuvé par une loi des 26 et 27 juin 1877. »

— Article 2 du décret du 11 janvier 1908

## Structure

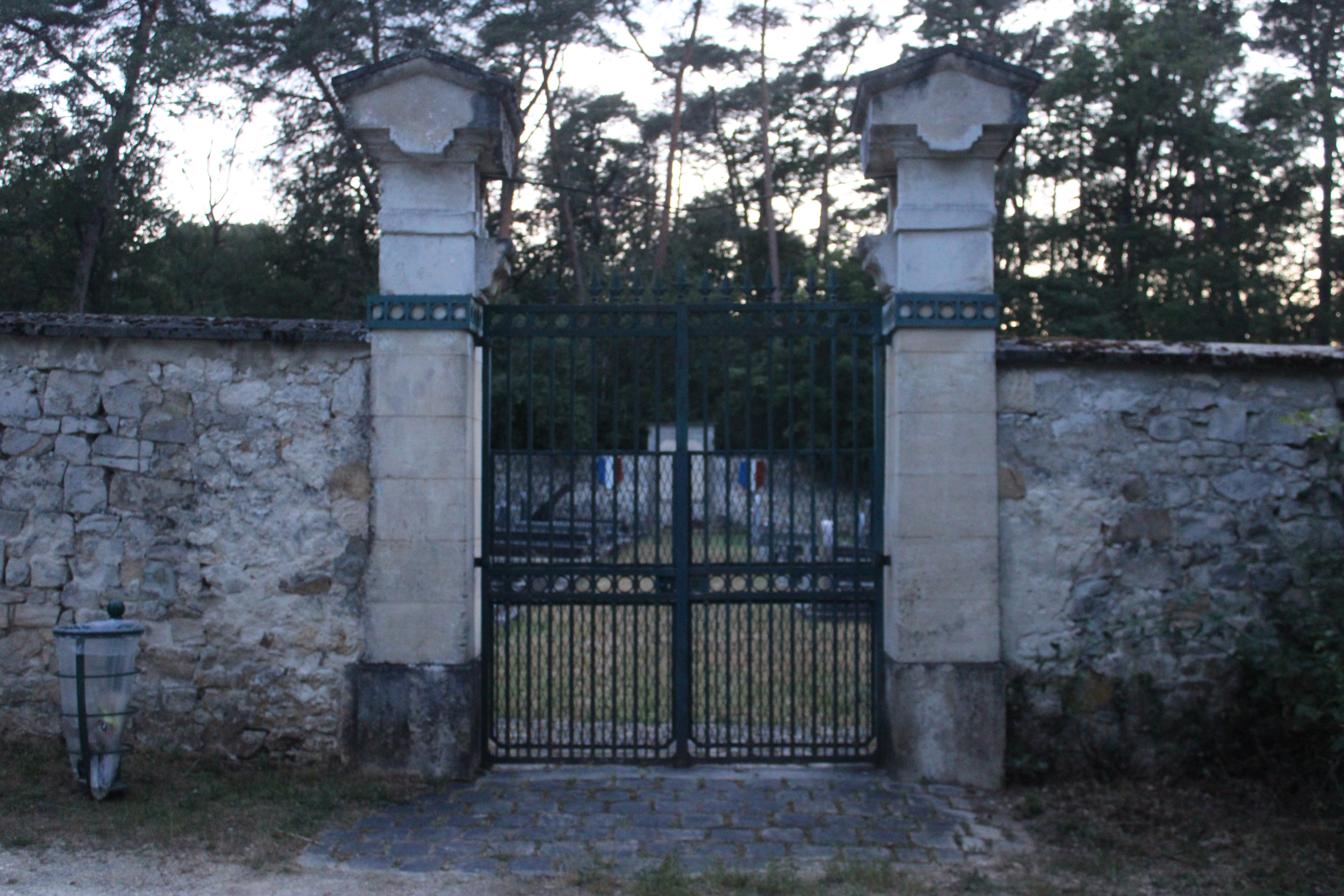
Entrée du cimetière juif, à Fontainebleau.

Le cimetière adopte une forme rectangulaire.

## Personnalités inhumées
- Antoine Samuel Adam-Salomon, sculpteur et photographe français. Il a été provisoirement inhumé au cimetière de Montmartre[15], avant d'être transféré, selon sa demande d'inhumation, au cimetière juif de Fontainebleau, aux côtés de son épouse[16].
- Lazare Weil (ou Weyl), aïeul de Marcel Proust[6].

## Mémorial
Un mémorial des Juifs déportés pendant la Seconde Guerre mondiale se situe en face de la grille d'entrée. Une soixantaine de noms est inscrite sur deux plaques.

## Représentations culturelles
Dans ses indicateurs et sur ses cartes, Claude-François Denecourt appelle ce site « vallée des Tombeaux ».

« De la vallée du Chêne-des-Fées, retour à Fontainebleau par la route longeant le bas du rocher Mont-Ussy, puis par celle qui traverse la vallée des Tombeaux, et enfin par la rue des Bois. »